# ويليام باربر
ويليام باربر (بالإنجليزية: William Barber)‏ هو نقاش أمريكي، ولد في 2 مايو 1807 في لندن في المملكة المتحدة، وتوفي في 31 أغسطس 1879 في الولايات المتحدة.